# Miguelón
|  | Aquest article tracta sobre el fòssil. Si cerqueu el futbolista valencià, vegeu «Miguel Juan Llambrich». |

Miguelón (d'uns 400.000 anys) és el nom popular que té el crani més complet d'un Homo heidelbergensis que s'hagi trobat. D'aquesta espècie, que es considera que són els ancestres directes de l'Homo neanderthalensis, se n'han trobat uns 5.500 fòssils a la Sima de los Huesos a la Serra d'Atapuerca, al nord-oest de la península Ibèrica.
Els arqueòlegs consideren que tal concentració d'ossos al cim pot ser deguda al fet que va ser un cementiri pels habitants de la cova. El fet que manquin ossos petits s'explica mitjançant la hipòtesi que aquests hagin estat atacats per agents naturals.
Miguelón, d'uns trenta anys, va patir 13 impactes al cap i va morir de sèpsia a conseqüència de les seves dents trencades. A la seva mandíbula superior esquerra hi presenta una alteració òssia important, amb una evidència d'infecció alveolar. Segons Arsuaga, la dent es podria haver trencat per culpa d'un cop, i per tant, les genives foren exposades la qual cosa li derivà en un procés infecciós que va continuar fins a arribar prop de l'òrbita ocular.

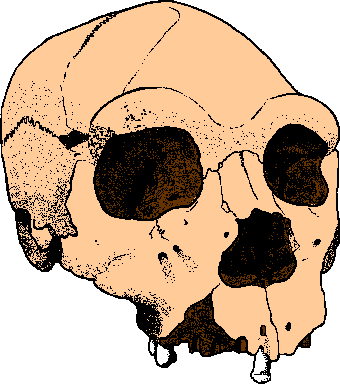
Una altra imatge del crani núm. 5 d'Atapuerca.

El nom de "Miguelón" deriva del ciclista Miguel Indurain que va guanyar el Tour de França i el Giro el 1992, el mateix en què el fòssil va ser descobert.